# Athénaïs Clément
Athénaïs Clément (née le 9 août 1869 à Romont et décédée le 6 février 1935 à Fribourg) est une enseignante fribourgeoise engagée dans l'aide sociale. Elle a fondé des crèches, des écoles infirmières et ménagères et fait campagne pour la construction de logements sociaux. Elle a également été active dans l'aide aux blessés et aux enfants belges réfugiés lors de la Première guerre mondiale. Elle a fondé l'Office Familial de Fribourg, anciennement appelé l'Office central d'information et d'assistance.

## Biographie

### Éducation
Athénaïs Clément grandit dans une famille catholique de classe moyenne à Romont. Son père Georges Clément est le président du Tribunal du district de la Glâne. Il décède alors que l'aîné des enfants de la famille n'a que trois ans et que le plus jeune n’est pas encore né. Sa mère reprend alors ses études à l'âge de quarante ans, afin de subvenir aux besoins de la famille et obtenir un emploi dans les Postes. La famille déménage à Fribourg.  
Jeune femme, Athénaïs Clément se sent obligée d'aider sa mère dans ses tâches quotidiennes et de soutenir financièrement la famille pour permettre notamment au fils aîné de faire des études. 
En 1885, elle obtient le diplôme d'enseignante dit « pour l'étranger ». Ce diplôme lui permet d'enseigner à l'étranger ou de travailler comme tutrice privée pour une famille patricienne du canton. 

### Carrière dans l'enseignement et l'aide sociale
À l'âge de 17 ans, elle commence  sa carrière de tutrice privée dans des familles patriciennes du canton. Grâce à sa bonne réputation auprès de familles influentes, elle obtient rapidement un poste permanent à l'École secondaire des jeunes filles de la ville de Fribourg. À 27 ans, elle contracte la tuberculose et doit séjourner en sanatorium pendant plusieurs mois. Cette maladie l'oblige à renoncer à l'enseignement en raison des risques élevés d'infecter les élèves,.
À cette époque, le secteur de la bienfaisance est ouvert aux femmes et elle choisit de s'y réorienter. Pendant son séjour au sanatorium, Athénaïs Clément organise déjà des activités de loisirs pour les plus jeunes. Grâce à ses relations avec des familles patriciennes influentes et à sa proximité avec son frère Gustave, célibataire comme elle, médecin réputé et politicien important, elle cible son engagement social. Elle souhaite s'occuper des jeunes filles, des mères célibataires, des familles pauvres et des enfants en bas âge. La Suisse, comme d'autres pays européens préconise la stérilisation des personnes dites « inaptes » afin d'éviter l'hérédité de certains problèmes : alcoolisme, troubles mentaux etc. Athénaïs et Gustave Clément se battent contre cette pratique. 
Devant les difficultés des mères célibataires ou mariées qui, en tant que travailleuses journalières, doivent laisser leurs enfants à la bienveillance ou au hasard des voisins, elle organise une crèche à la Planche Supérieure, près du pont Saint-Jean à Fribourg. Cette crèche repose sur le bénévolat, ce qui ne fonctionne pas à long terme. Elle décide donc de créer une société par actions et fonde la Crèche de l'Auge, dont la direction est confiée à la congrégation religieuse des Sœurs de la Retraite. 
Elle est également impliquée dans l’association « Œuvre catholique de Protection de la jeune fille » (nommée actuellement « Pro Filia »), fondée à Fribourg en 1896 par Louise de Reynold. Cette association jouit d'une portée nationale, puis internationale. En 1912, elle en est élue vice-présidente lors du congrès international de Turin. Elle accomplit consciencieusement cette fonction avec un intérêt constant jusqu'à sa mort.
Devant l'installation de nombreuses familles ouvrières dans le quartier de Beauregard, elle y fonde en 1923 une crèche dirigée par les Filles de la Charité de Saint-Vincent-de-Paul. À la demande de la fabrique de chocolats Cailler, elle organise à Broc un foyer pour ouvrières, dirigé par les Sœurs Ingenbohl.  
Elle est également étroitement liée à la création de l'école ménagère et de sa section d'école normale, que Mme de Gottrau de Watteville a installée dans la rue de Morat à Fribourg de 1897 à 1898 et qui est dirigé par les Sœurs Ursulines. Le « Château des bois » est fondé par les Sœurs de la Miséricorde de Charles Borromée à Belfaux, à l'initiative d'Athénaïs Clément. Dans cette maison, les sœurs s'occupent de femmes célibataires qui peuvent accoucher en toute discrétion et en toute sécurité et se consacrer ensuite à leur bébé. Plus tard, un institut est ajouté à cette œuvre, dans lequel les enfants plus âgés bénéficient d'un enseignement. Elle joue aussi un rôle actif dans la fondation et l'organisation de l'école d'infirmières, dirigée par les Sœurs Joseph de Lyon . 
En 1923, Athenaïs Clément fonde l'Office central d'informations et d'assistance, pour permettre d'organiser rationnellement l'aide sociale en centralisant les dons et en les redistribuant ensuite avec l'aide d'un service d'enquête.
Pendant la Première Guerre mondiale, elle s'occupe des blessés et en accord avec la duchesse Elisabeth de Bavière (reine des Belges), l'ambassade de Belgique et la fondation Rockefeller, elle prend en charge plus de 400 enfants réfugiés belges. Elle met en place des camps pour enfants au Guintzet, à Villars-les-Joncs et au château de Vaulruz. Puis elle collecte de la nourriture et des vêtements et met sur pied des écoles professionnelles.
Par la suite, elle ouvre une « maison de relèvement moral » au château de Corbières acquis dans ce but et confiée d'abord à des sœurs franciscaines, puis aux religieuses de la Congrégation de Notre-Dame de Charité du Bon Pasteur. Les Sœurs du Bon Pasteur déplacent l'œuvre dans le manoir de Villars-les-Joncs, qu'elles ont acheté à cet effet. La famille Clément fait don du château de Corbières à un groupe bénédictin. C'est ainsi qu'est né le foyer Saint-Benoît. Le foyer Sainte-Elisabeth dans la rue du Botzet, à Fribourg, est également dû à l'initiative d'Athénaïs Clément. En 1913, elle fonde un bureau de charité pour coordonner les organisations humanitaires. Elle fait également campagne pour les logements sociaux. Ainsi, les maisons sordides de la Basse-Ville sont achetées, réparées et, si possible louées à des familles nombreuses à bas prix.
Athenaïs Clément décède le 6 février 1935. De nombreux hommages officiels lui sont rendus et les chômeurs de Fribourg lui dédient une couronne.

## Émancipation des femmes

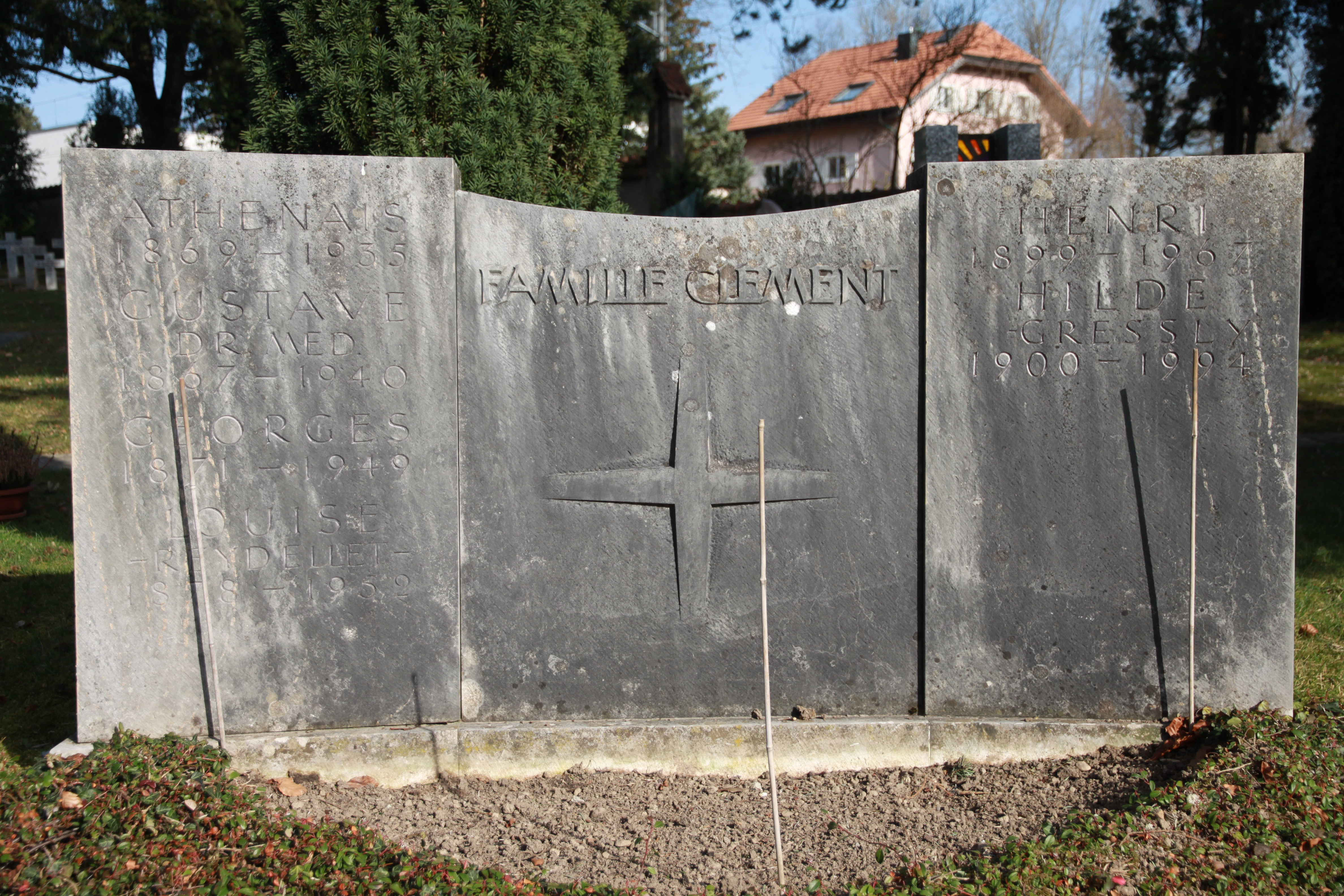
Pierre tombale de la famille Clément au cimetière Saint-Léonard à Fribourg

Athénaïs Clément est restée célibataire. L'historienne Anne-Françoise Praz voit plusieurs raisons à ce mode de vie . Premièrement, Athénaïs et son frère ont été élevés par une veuve seule. Sa mère, qui devait travailler à l'extérieur de la maison, financièrement indépendante, était un modèle pour Athénaïs . À cette époque, le rôle d'une femme financièrement indépendante ne faisait pas encore partie de l'image habituelle de la femme. Deuxièmement, Athénaïs Clément est d'abord devenue enseignante . En vertu de la loi de l'époque, les jeunes enseignantes devaient démissionner de leurs fonctions dès qu'elles se mariaient. Cela a peut-être contribué au fait qu'Athénaïs, du moins pendant cette période, ait décidé de ne pas se marier, privilégiant son travail d'enseignement. Lorsque sa maladie la contraint à renoncer à son métier d'enseignante, elle s'engage corps et âme dans l'action sociale à destination des défavorisés.
Athénaïs Clément incarne des valeurs de son époque : altruisme et sens du dévouement. Par diverses activités, elle a également initié l'émancipation des femmes, par exemple dans son travail d'administratrice de l'Institut des Hautes Études dont le but était de préparer les femmes aux études universitaires,.

## Reconnaissance et postérité

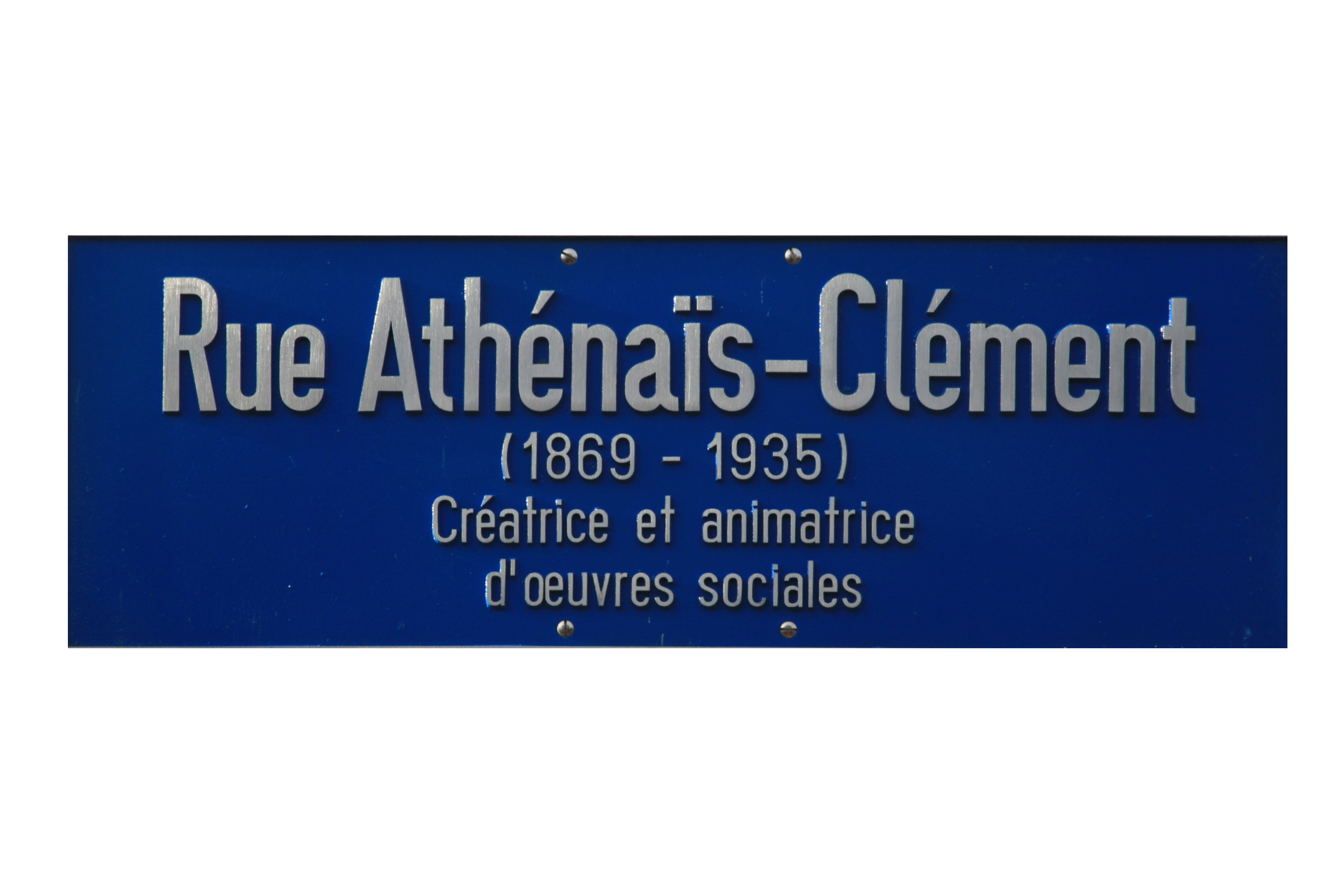
Rue en l'honneur d'Athénaïs Clément à Fribourg en Nuithonie.

Pour son engagement pendant la guerre, auprès des blessés et des enfants réfugiés belges, Athénaïs Clément est décorée de l'Ordre de la reine Elisabeth et consacrée Chevalier de l'Ordre du roi Léopold. Pour ses services en lien avec le Secrétariat de la Communauté internationale pour la protection des jeunes filles, elle reçoit la médaille de la Reconnaissance française et le pape Pie X lui décerne la médaille Benemerenti. La ville de Fribourg la nomme, ainsi que son frère Gustave Clément, citoyens d'honneur de la ville. 
Depuis 1997, une rue de Fribourg porte son nom dans le quartier de Schoenberg afin de commémorer la femme socialement engagée qu'elle était .
La rue où se situait historiquement l'Office familial de Fribourg porte son nom depuis 2013, année du centenaire de cette institution qu'Athénaïs Clément a fondée en 1913.